# László Varga (violoncelliste)
Pour les articles homonymes, voir László Varga.
Laszlo Varga (13 décembre 1924 – 11 décembre 2014) est un violoncelliste hongrois, naturalisé américain, connu dans le monde entier en tant que soliste et autorité  comme professeur de violoncelle.

## Biographie
En tant que Juif, Varga perd son poste à l'Orchestre symphonique de Budapest pendant la Seconde Guerre mondiale. Plus tard, il est interné par les autorités hongroises dans un camp de travail nazi
Pendant onze ans, Varga tient la place de violoncelle principal du New York Philharmonic sous les différentes baguettes de ses directeurs : Dimitri Mitropoulos et Leonard Bernstein et avec de nombreux chefs d'orchestre invités, notamment Fritz Reiner et Guido Cantelli. Il est aussi interprète soliste avec des orchestres de différents pays, comme l'Australie, le Japon, les États-Unis, l'ancienne URSS et à travers l'Europe. Dans les festivals de musique tels qu'Aspen, Chautauqua, et Shreveport, il met en lumière pendant quarante années ses talents de soliste, de chambriste et d'enseignant. Durant cette époque sont produits une multitude de disques par nombre de labels, notamment Columbia, CRI, Decca, EMI, Musicelli, Period, Philips, RCA, Serenus et Vox. Beaucoup de compositeurs à travers le monde ont demandé que M. Varga donne la création de leurs œuvres.
En tant que musicien de chambre, il est membre de différents ensembles tels que le Trio Borodine, le Quatuor Canadien, le Quatuor Léner, le Trio Concertante et le Crown Chamber Players. L'Université de l'Indiana a distingué Varga du titre de Chevalier du Violoncelle pour avoir consacré sa carrière de professeur et de soliste à l'amélioration du jeu du violoncelle. Il enseigne le violoncelle à l'Université de San Francisco, où il enseigne aussi la direction d'orchestre et a supervisé le programme de musique de chambre ; à l'Université de Californie de Santa Cruz, à l'Université de Toronto et l'Université de Houston, d'où il a pris sa retraite en 2000.
Il a la satisfaction de voir beaucoup de ses étudiants occuper des postes dans les orchestres et dans les universités à travers le globe. Il donne régulièrement des classes de maître et des récitals et dirige de grands ensembles de violoncelles de par le monde, notamment lors de Congrès international de violoncelle. Il dirige de nombreux orchestres : à Budapest, en Hongrie et San Leandro, en Californie, ainsi que des festivals à Aspen, au Colorado et Shreveport, en Louisiane. Il a non seulement mené les Virtuosi of New York et les Virtuosi of San Francisco mais en a été le fondateur. Il a arrangé plusieurs œuvres, publiées par MusiCelli Publications. Des ensembles tels que le Yale Cellos, le Saito Cello Ensemble, CELLO pour les labels Sony et Philips, MusiCelli, le Los Angeles I Cellisti, et son propre New York Philharmonic Cello Quartet ont enregistré ses arrangements.

## Arrangements

### Pour violoncelle seul
Johann Sebastian Bach
- Partita en ré mineur pour violoncelle seul, BWV 1004 (avec la Chaconne)
- Partita en mi majeur pour violoncelle seul, BWV 1006
- Suite pour violoncelle seul no 4, BWV 1010 (transposé en sol majeur)

Johannes Brahms
- Trois sonates pour violon (partie pour violoncelle)
  - Sonate en sol majeur, op. 78
  - Sonate en la majeur, op. 100
  - Sonate en ré mineur, op. 108

### Pour violoncelle et piano
Johann Sebastian Bach
- Toccata, Adagio et Fuga (original pour orgue)

Béla Bartók
- Sonatine (1915) (original pour piano)

Ludwig van Beethoven
- Sonate, op. 64

Wolfgang Amadeus Mozart
- Adagio, K. 261 (original pour violon)
- Andante, K. 467 (original pour piano)

Franz Schubert
- Deux lieder : Litanei et Aufenthalt

Robert Schumann
- Deux lieder

### Pour deux violoncelles
Johann Sebastian Bach
- Quinze petites pièces
- Suite en ut majeur
- Suite no 5, BWV 1011 en ut mineur pour violoncelle en duo (transposé en sol mineur)
- Aria des Variations Goldberg

### Pour trois violoncelles
Johann Sebastian Bach
- Deux petits préludes

### Pour quatre et grands ensembles de violoncelle
Johann Sebastian Bach
- Chaconne en ré mineur, BWV 1004
- Prelude et Fugue VIII, extrait du Clavier bien tempéré, Livre I
- Sarabande et Bourrée, BWV 1002
- Suite V pour violoncelle seul, BWV 1011
- Allemande, Sarabande, Gavotte et Gigue de la Suite VI

Béla Bartók
- Chants paysans hongrois

Ludwig van Beethoven
- Quatuor, op. 14, no 1 (original pour piano)
- Adagio, op. 31, no 2 (original pour piano)

Luigi Boccherini
- Adagio et Allegro (extrait de la sonate pour violoncelle en la majeur)

Frédéric Chopin
- Étude, op. 25, no 7 (original pour piano)
- Prélude en mi mineur, op. 28, no 4 (original pour piano)

Claude Debussy
- Sarabande (extrait de Pour le piano)
- Prélude, La fille aux cheveux de lin (original pour piano)
- Prélude, Minstrels (original pour piano)

Joseph Haydn
- Quatuor à cordes, op. 76, no 5

Emánuel Moór
- Suite, op 95

Wolfgang Amadeus Mozart
- Sonate en fa majeur, K. 358 (original pour piano)

Nicolaï Rimski-Korsakov
- Le Vol du bourdon

Gioacchino Rossini
- Variations Une Larme (original pour violoncelle et piano)

Antonio Vivaldi
- Concerto Grosso, op. 3, no 11

### Ensemble de violoncelle avec voix
Franz Schubert
- Deux lieder pour soprano et quatuor de violoncelles : Der Müller und der Bach et Heidenröslein

Johannes Brahms
- “Ihr habt nun Traurigkeit” extrait du Ein deutsches Requiem pour mezzo-soprano ou violoncelle solo et ensemble de huit violoncelles (avec en option un chœur de six violoncelles)

### Violoncelle solo et ensemble
Georg Friedrich Haendel
- Concerto en sol pour cinq violoncelles ou hautbois solo et quatre violoncelles

Wolfgang Amadeus Mozart
- Quintette, K. 407 pour hautbois et quatre violoncelles (original pour cor et cordes)

Ottorino Respighi
- Adagio con Variazioni pour violoncelle solo et octuor de violoncelles

Richard Strauss
- Don Quixote, op. 32 pour violoncelle solo, alto, violon, clarinette (ou clarinette basse), cor et piano
- Sonate, op. 6 pour violoncelle solo, et douze parties (2 flûtes, 2 hautbois, 2 clarinettes, 2 bassons, 2 cors, violoncelle et contrebasse)

Piotr Ilitch Tchaïkovski
- Andante Cantabile, extrait du Quatuor à cordes, op. 11 pour violoncelle solo et ensemble de violoncelles à cinq parties